# Gonostowate
Gonostowate (Gonostomatidae) – rodzina niewielkich morskich ryb głębokowodnych z rzędu wężorokształtnych (Stomiiformes), obejmująca około 30 gatunków. Nie mają znaczenia gospodarczego.

## Występowanie
Wszystkie wody morskie świata, włącznie z antarktycznymi. Przebywają w strefie baty- i mezopelagialu. Nocą podpływają do warstw przypowierzchniowych. Ze wszystkich rodzajów kręgowców na świecie Cyclothone (obok Vinciguerria z rodziny Phosichthyidae) jest rodzajem o największej liczebności osobników. W zapisie kopalnym gonostowate znane są z miocenu.

## Cechy charakterystyczne
Ciało wydłużone, ale nigdy nie jest silnie ścieśnione. Głowa nieproporcjonalnie duża. Szczęki są silnie uzębione – zęby drobne, niemal równej wielkości. Czasami występuje mała płetwa tłuszczowa. Płetwa odbytowa jest długa i szeroka, z 16–31 promieniami. 12–16 promieni podskrzelowych (branchiostegalnych). Liczba kręgów: 29–40. W różnych miejscach na powierzchni ciała rozmieszczone są narządy świetlne. Długość ciała waha się od 2 do około 30 cm.

## Klasyfikacja
Rodzaje zaliczane do tej rodziny:
- Cyclothone Goode & Bean, 1883
- Diplophos Günther, 1873
- Gonostoma Rafinesque, 1810
- Manducus Goode & Bean, 1896
- Margrethia Jespersen & Tåning, 1919
- Sigmops Gill, 1883
- Triplophos Brauer, 1902 – jedynym przedstawicielem jest Triplophos hemingi (McArdle, 1901)

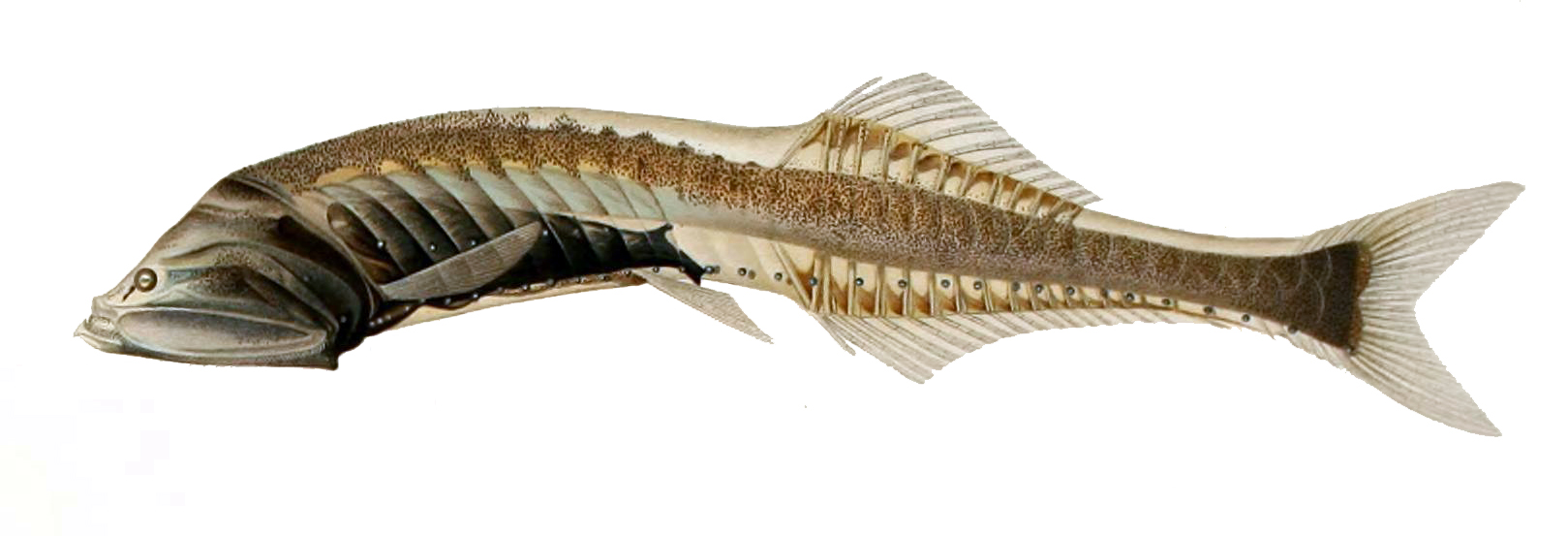
Cyklotonka oceaniczna (Cyclothone microdon)

- Zaphotias Goode & Bean, 1898 – jedynym przedstawicielem jest Zaphotias pedaliota (Goode & Bean, 1896)